# شکر (فیلم ۲۰۰۴)
«شکر» (انگلیسی: Sugar (2004 film)) فیلمی در ژانر رمانتیک و درام است که در سال ۲۰۰۴ منتشر شد. از بازیگران آن می‌توان به آندره نوبل و برندان فهر اشاره کرد.